# Johannes Kirchlechner

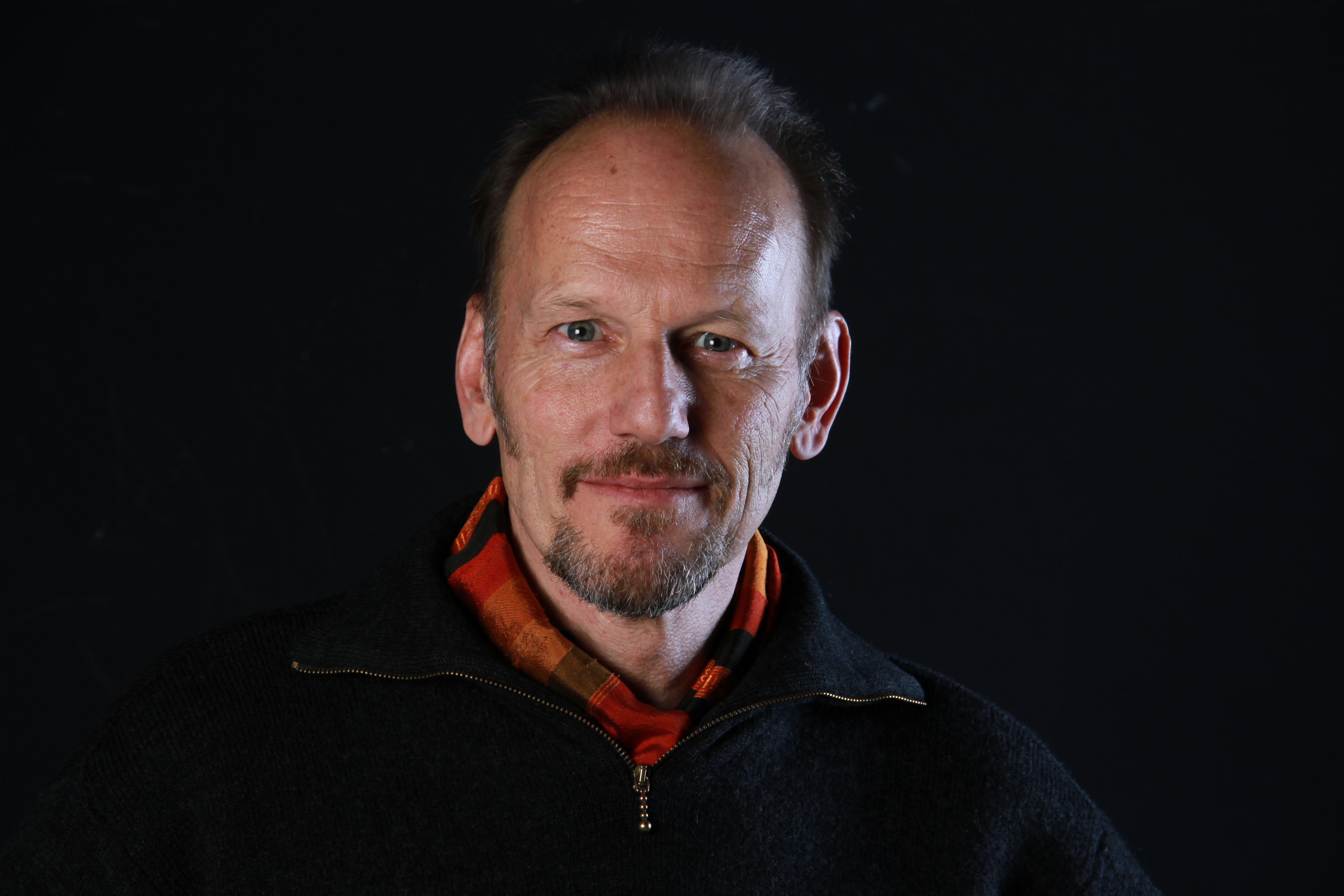
Johannes Kirchlechner auf der Jahreshauptversammlung des Bundesverbandes Kinematografie, Hamburg 2015

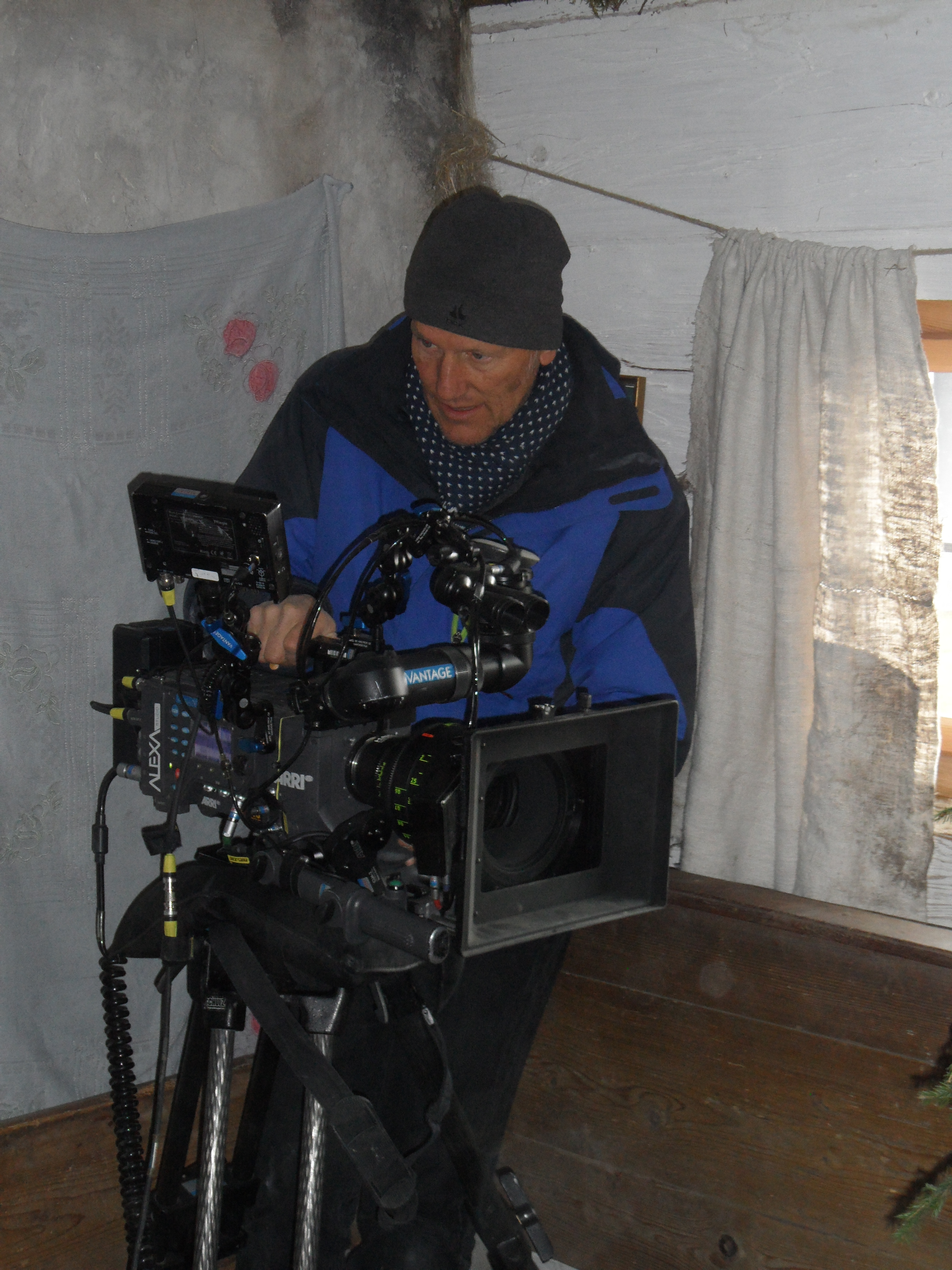
Johannes Kirchlechner bei Dreharbeiten zu dem Kurzfilm Stille Nacht von Kathrin Anna Stahl 2014

Johannes Kirchlechner (* 29. Juli 1958 in München) ist ein deutscher Kameramann.

## Leben
Johannes Kirchlechner wurde in einem Filmlabor ausgebildet. Anschließend arbeitete er als Kameraassistent, bevor er mehrere Kurzfilme drehte. Nachdem er für Sönke Wortmann mehrere Kurzfilme drehte, war er auch bei dessen Liebesdrama Drei D als Kameramann für seinen ersten Langspielfilm verantwortlich.

## Filmografie (Auswahl)
- 1986: Fotofinish
- 1988: Drei D
- 1993: Der Sandmann
- 1994: Tatort – Klassen-Kampf (Fernsehreihe)
- 1996: Eine unmögliche Hochzeit
- 1998: Der Mann für alle Fälle: Die Hure Babylon
- 1999: Tatort – Norbert
- 2001: Sieben Tage im Paradies
- 2002: Hannas Baby
- 2003: Der Auftrag – Mordfall in der Heimat
- 2004: Tatort – Waidmanns Heil
- 2005–2018: Unter Verdacht (3 Folgen)
  - 2005: Das Karussell
  - 2006: Atemlos
  - 2018: Verschlusssache
- 2006: Polizeiruf 110: Bis dass der Tod euch scheidet
- 2006: Unter weißen Segeln – Frühlingsgefühle
- 2007: Die großen und die kleinen Wünsche – Amors Pfeile
- 2009: Richterin ohne Robe
- 2010: Letzte Ausfahrt Weiden-Ost
- 2010: Mein Song für dich
- 2010: Tulpen aus Amsterdam
- 2011: Klarer Fall für Bär
- 2015–2018: Hubert und Staller (Fernsehserie, 10 Folgen)
- 2018: Eine schöne Bescherung
- 2019: Lena Lorenz – Ein neuer Anfang
- 2019: Lena Lorenz – Kind da, Job weg